# Sieben Naturwunder der Ukraine

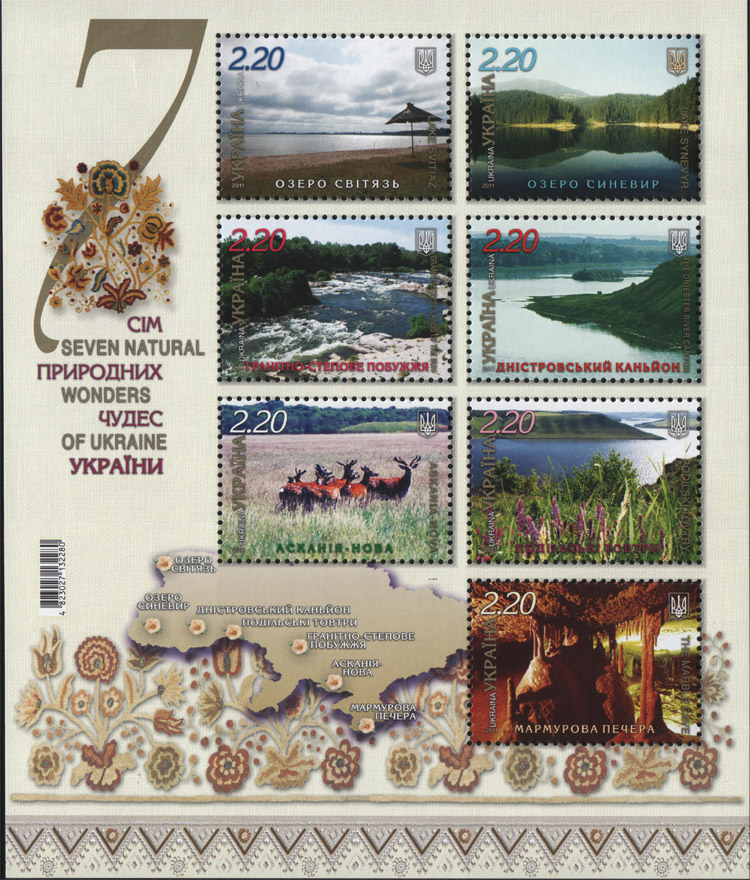
Ukrainische Briefmarke mit den Sieben Naturwundern der Ukraine

Die Sieben Naturwunder der Ukraine (ukrainisch Сім природніх чудес України, Sim pryrodnikh Tchudes Ukrainy) sind die Auswahl der beliebtesten und einzigartigsten natürlichen  Landschaften oder Landschaftsbestandteile in der Ukraine. Davor waren schon die Sieben Wunder der Ukraine gewählt worden. Alle sieben Standorte sind öffentliche Schutzgebiete mindestens auf lokaler Ebene und werden  touristisch genutzt.
| # | Name                                                | Ort                           | Bild           |
| - | --------------------------------------------------- | ----------------------------- | -------------- |
| 1 | „Askania-Nova“                                      | Askanija-Nowa, Oblast Cherson | weitere Bilder |
| 2 | Landschaftsschutzgebiet „Granit-Steppenland am Bug“ | Oblast Mykolajiw              | weitere Bilder |
| 3 | Landschaftsschutzgebiet „Dnister Schlucht“          | Dnister                       | weitere Bilder |
| 4 | Marmorhöhlen                                        | Tschatyr-Dag                  | weitere Bilder |
| 5 | Nationalpark „Podiler Towtry “                      | Oblast Chmelnyzkyj            | weitere Bilder |
| 6 | Nationalpark Schazk                                 | Schazk, Oblast Wolyn          | weitere Bilder |
| 7 | Synewyr                                             | Rajon Mischhirja, Karpaten    | weitere Bilder |

## Auswahl
Die Sieben Naturwunder der Ukraine wurden am 26. August 2008 ausgewählt. Das Voting bestand aus zwei Teilen:
- Eine Vorauswahl traf ein Expertengremium.
- In der zweiten Stufe konnte jeder Internetnutzer seine sieben Favoriten wählen.

Ursprünglich wurde von den lokal und regional zuständigen Behörden (Oblast) eine Liste mit eintausend möglichen Kandidaten erstellt. Ein Expertengremium mit 100 Mitgliedern, darunter Kulturwissenschaftler, Historiker und Tourismusfachleute, erstellte daraus eine Liste mit 21 Vorschlägen, aus denen im Internet ausgewählt werden konnte.
Das Internet-Voting aus den 21 Kandidaten wurde am 7. Juli 2008 auf der Website des Programms eröffnet. Insgesamt haben rund 77.000 Internetnutzer an der Kampagne teilgenommen. Das Voting wurde am 26. August 2008 geschlossen und die Ergebnisse wurden noch am selben Tag bekannt gegeben. Die gesamte Kampagne wurde im Mai 2007 von Mykola Tomenko, Mitglied im Werchowna Rada, initiiert.